# Aosta
Aosta (pronuncia Aòsta, AFI: /aˈɔsta/, ; Aoste in francese, AFI: /ɔst/, ; Aoûta in arpitano sopradialettale; Oûta  o Veulla  in patois valdostano standard, Ohta nella variante della bassa valle; Augschtal in walser; Aousta in piemontese) è un comune italiano di 33 162 abitanti, capoluogo della regione autonoma Valle d'Aosta.

## Geografia fisica

### Territorio
La città di Aosta si trova all'incirca nel mezzo della Valle d'Aosta, nella piana in cui scorre il fiume principale della regione: la Dora Baltea. Su Aosta dominano importanti montagne, tra le quali la Becca di Nona, il Monte Emilius, la Pointe de Chaligne e la Becca di Viou.
La città è attraversata da nord a sud, all'altezza dell'Arco d'Augusto, dal torrente Buthier, uno dei numerosi affluenti della Dora Baltea.
Tra i capoluoghi di regione, con 583 metri di altezza sul livello del mare, è il quarto più alto d'Italia (dopo Campobasso, Potenza e L'Aquila). È anche il capoluogo di regione più a ovest d'Italia.
- Classificazione sismica: zona 4 (sismicità molto bassa)[10]

### Clima
Aosta è situata in un fondovalle completamente circondato dalle montagne. Questo ne causa un clima continentale più tendente a quello alpino. Infatti gli inverni spesso durano molto, con temperature assai rigide che si possono prolungare fino all'inizio di maggio. Le estati invece sono brevi, ma comunque molto calde. Nei mesi di dicembre e gennaio le temperature minime sono quasi sempre ampiamente sotto lo zero, le massime di norma superano di poco lo zero. Nei periodi di anticiclone delle Azzorre, però, subiscono un repentino aumento, arrivando a toccare punte di +9/+10 °C, specie in presenza del vento di favonio. In questo periodo, tra dicembre e gennaio, le nevicate possono essere frequenti e a volte intense.
Nelle giornate perturbate soffia il vento di bora, che fa scendere le temperature molto al di sotto dello zero. Infatti il record assoluto di freddo ad Aosta è di −18 °C (gennaio 1956). A febbraio le temperature si mantengono piuttosto rigide, specie nei valori minimi, che spesso permangono ancora sotto lo zero, ma in pieno giorno, specie a fine mese, raggiungono con facilità i +12/+13 °C. Il record mensile di febbraio appartiene al 2017, quando il 27 febbraio si raggiunsero +19 °C. Il 24 febbraio 2020 si sono registrati + 26 gradi grazie a venti molto forti di Föhn, per poi avere 0 gradi il 26 febbraio con un'abbondante nevicata. Marzo e aprile sono, invece, molto dinamici: talvolta può pure nevicare abbondantemente, mentre altre volte capitano periodi già semi-estivi, come il 17 marzo 2014, quando Aosta e Bolzano raggiunsero +28 °C. Maggio è piuttosto variabile, dato che nei primi giorni del mese spesso le mattinate sono piuttosto fredde, con valori che talvolta possono attestarsi poco sopra lo zero.
Tuttavia le temperature massime diurne, specie in presenza di forte sole con anticiclone africano, impennano velocemente verso l'alto, ristagnando nella conca e arrivando a +25/26 °C. A giugno e luglio si raggiunge l'apice del caldo, oltre che l'apice di precipitazioni e temporali di calore. Giugno e luglio sono gli unici mesi nei quali già al mattino si registrano valori miti, sui 15 °C, e valori massimi molto elevati, con punte di norma sui 32-33 °C, ma che nelle ondate di calore più violente possono raggiungere anche i +35-36 °C. Il record di caldo assoluto di Aosta appartiene al 27 giugno 2019, quando il capoluogo ha raggiunto i 40 °C. A fine agosto le temperature subiscono crolli repentini e si verificano gli ultimi temporali di calore.
A settembre difficilmente si raggiungono valori massimi diurni di +30 °C, e già al primo mattino i valori minimi si aggirano spesso sui 10 °C se non sotto. A ottobre il clima si raffredda notevolmente, con i primi valori sotto zero a metà mese, e valori massimi diurni che, eccetto le giornate di forte Föhn, faticano a superare i +20 °C. Il 24 ottobre 2018 Aosta ha raggiunto l'anomala temperatura di +28 °C. A novembre i valori minimi si aggirano spesso sotto lo zero, anche abbondantemente, e le nevicate si fanno molto frequenti e intense.
| Aosta              | Mesi | Mesi | Mesi | Mesi | Mesi | Mesi | Mesi | Mesi | Mesi | Mesi | Mesi | Mesi | Stagioni | Stagioni | Stagioni | Stagioni | Anno |
| Aosta              | Gen  | Feb  | Mar  | Apr  | Mag  | Giu  | Lug  | Ago  | Set  | Ott  | Nov  | Dic  | Inv      | Pri      | Est      | Aut      | Anno |
| ------------------ | ---- | ---- | ---- | ---- | ---- | ---- | ---- | ---- | ---- | ---- | ---- | ---- | -------- | -------- | -------- | -------- | ---- |
| T. max. media (°C) | 4,5  | 7,0  | 11,5 | 15,4 | 20,9 | 24,1 | 26,7 | 24,7 | 20,8 | 14,5 | 8,4  | 5,5  | 5,7      | 15,9     | 25,2     | 14,6     | 15,3 |
| T. min. media (°C) | −3,2 | −0,8 | 2,8  | 6,5  | 10,5 | 13,6 | 15,8 | 14,3 | 12,0 | 6,8  | 1,8  | −1,4 | −1,8     | 6,6      | 14,6     | 6,9      | 6,6  |

## Origini del nome

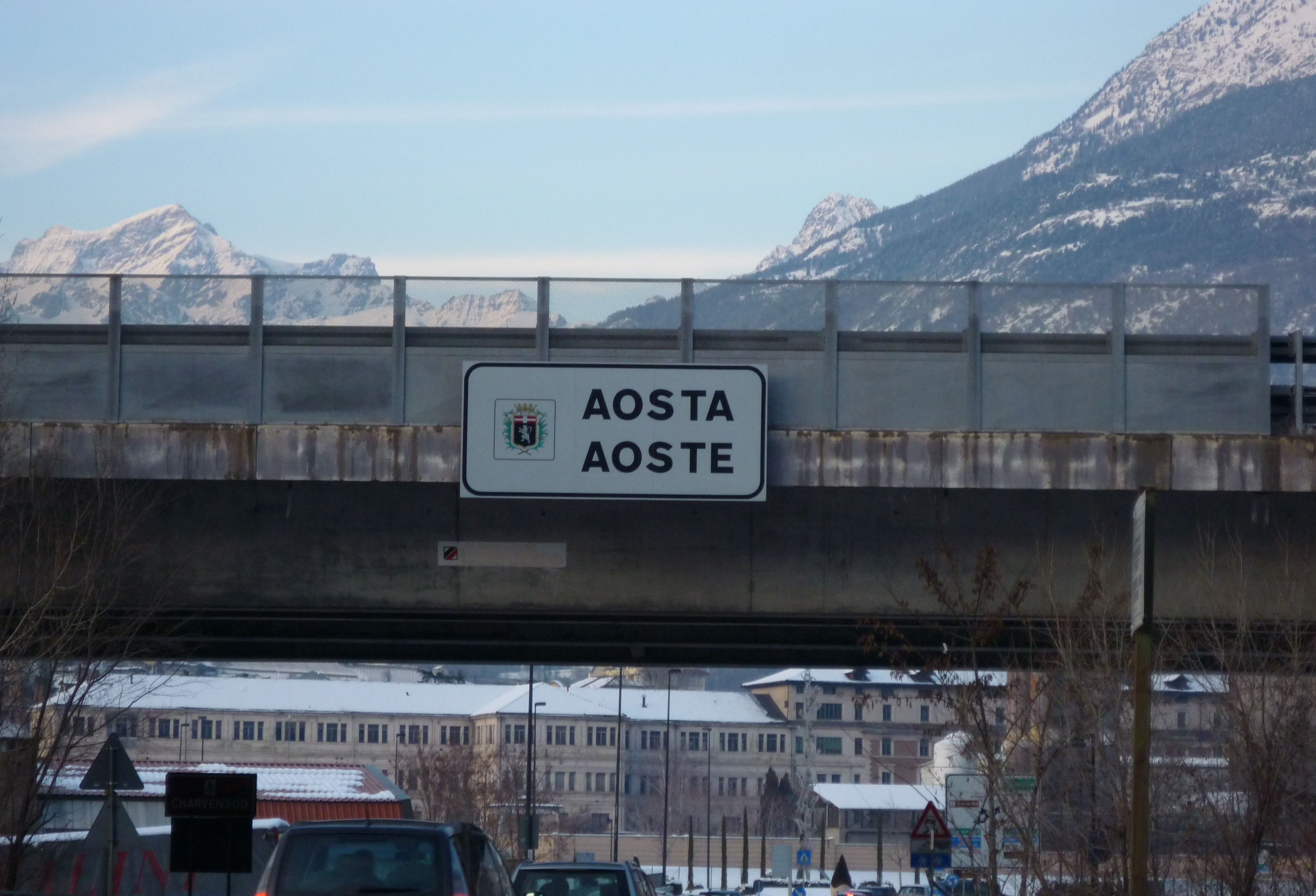
Cartello stradale bilingue al Pont-Suaz.

Il toponimo di Aosta deriva da Augusta Prætoria Salassorum.

## Storia
(Giosuè Carducci, Piemonte vv 17-20)
(Stendhal, La Certosa di Parma)

### La leggenda dell'anno 1158 a.C.
Narra una leggenda che nell'anno 1158 a.C. venne fondata la città di Cordelia da Cordelo, capostipite dei Salassi, discendente di Saturno e compagno di spedizione di Ercole.

### L'epoca pre-romana
Nel territorio della città era presente già in tempi protostorici una popolazione di cultura megalitica, come testimonia l'importante ritrovamento di una necropoli con tombe megalitiche e di un'area di culto risalenti al III millennio, conservate nell'area megalitica di Saint-Martin-de-Corléans. In seguito ci fu l'insediamento della tribù celtica dei Salassi.

### La dominazione romana

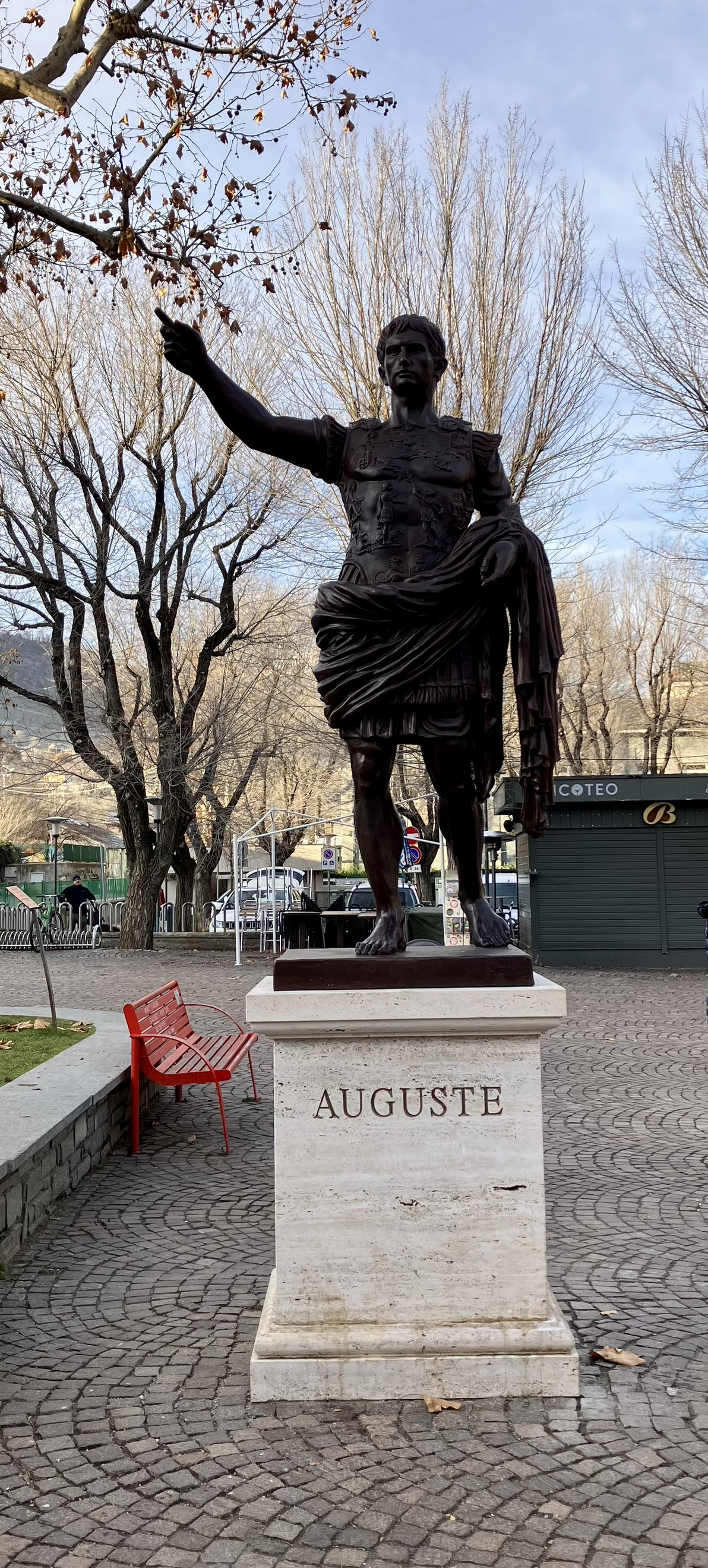
Statua dedicata a Augusto, sulla piazza dell'arco d'Augusto.

Alla fine della seconda guerra punica, dopo la vittoria di Scipione l'Africano su Annibale nel 202 a.C., Roma rivolse la sua attenzione verso le Alpi, dove i Galli alleati dei Cartaginesi continuavano a costituire una notevole minaccia. La funzione di un accampamento posto in questa valle era principalmente strategica. Era essenziale consolidare il dominio di Roma sulla Pianura Padana e sui territori prealpini, utilizzando le Alpi come baluardo naturale contro le invasioni barbariche. Per questo nacque allo sbocco delle valli alpine un sistema di città fortificate che controllavano gli accessi alle fertili terre della Pianura Padana.
Tuttavia dal I secolo a.C. la progressiva conquista della Gallia modificò l'importanza strategica dei valichi del Piccolo e del Gran San Bernardo ponendo il problema del controllo della valle abitata a quel tempo da una popolazione, i Salassi, ostacolo al passaggio dei soldati e dei mercanti lungo la Via delle Gallie. Dopo una serie di scaramucce e di spedizioni militari e di trattati dall'esito incerto, nel 25 a.C. Cesare Augusto inviò contro i Salassi il futuro console Aulo Terenzio Varrone Murena a capo di un esercito consistente. Alla fine, sconfitti, i Salassi vennero probabilmente sterminati o ridotti in schiavitù.
Da Aosta, in epoca romana, passava la via delle Gallie, strada romana consolare fatta costruire da Augusto per collegare la Pianura Padana con la Gallia.

### La fondazione di Augusta Praetoria Salassorum
Città fortificata, costruita in breve tempo su modello dell'accampamento militare romano, Augusta Praetoria Salassorum nacque all'incrocio delle vie del Grande (Mons Iovis o Summus Poeninus) e Piccolo San Bernardo (Columna Iovis o Alpis Graia) presso la confluenza dei fiumi Dora Baltea e Buthier. Un'imponente cinta muraria proteggeva un territorio di 414.128 m², mentre quattro porte davano accesso alla città costruita sul modello ortogonale cardo-decumanico. La via centrale Decumanus Maximus (l'attuale Via Porta Praetoria, Via Jean-Baptiste de Tillier e Via Édouard Aubert), allora larga nove metri, era la prosecuzione naturale della Via consolare delle Gallie che da Milano arrivava fino al Piccolo San Bernardo. L'accesso alla città era comunque assicurato da un ponte sul Buthier, di cui oggi è visibile solo un'arcata poco distante dal letto del torrente, deviato a causa di un'inondazione. All'interno delle mura sorgevano i quartieri residenziali, il teatro, le terme, il foro e l'anfiteatro, mentre a sud si stendevano i quartieri popolari divisi secondo un modello classico a scacchiera.

### Il popolamento della città in epoca romana
Ancora molto controverso è il problema sul popolamento della città prima e dopo la conquista romana. Un incerto documento accenna a 3.000 individui, e alla convivenza con gli autoctoni Salassi, in contrasto con la presenza di un anfiteatro capace di ospitare, sulla base di stime ipotetiche, fino a 10.000 spettatori. Un'iscrizione risalente al 23 a.C. sembrerebbe smentire le affermazioni degli storici antichi, tra cui Strabone, riguardo alle deportazioni in massa dei Salassi e alla loro vendita come schiavi a Eporedia. Inoltre nel linguaggio giuridico al tempo dei romani incolae indicava gli abitanti di una colonia in possesso di diritti inferiori a quella dei cives. Tali indizi lasciano supporre che la popolazione salassa si sia integrata con i nuovi conquistatori, così come lasciano supporre numerose iscrizioni funerarie nelle quali appaiono nomi salassi associati ad altri romani, i cui figli nati da matrimoni misti portavano sempre nomi latini. In epoca romana ebbe un'importanza strategica, commerciale e militare grazie al controllo esercitato sui due passi del Piccolo e del Gran San Bernardo. Augusta Prætoria mostrò, fin dal I secolo, connotazioni urbane e monumentali, affermandosi come uno dei più ricchi e popolosi centri abitati dell'Italia settentrionale.

### Il Medioevo
Dopo il plurisecolare dominio dell'impero e la sua cristianizzazione la città, grazie alle Alpi ed alle mura, riuscì a subire poche invasioni. Secondo una leggenda Augusta Prætoria sarebbe stata distrutta dai Saraceni e dai Barbari; in realtà la città romana subì i danni maggiori dalla ricostruzione tardo medioevale che utilizzò blocchi di pietra delle costruzioni romane per l'edificazione di torri e chiese.
La città divenne sede vescovile verso la fine del IV secolo, appartenendo prima alla vastissima diocesi di Vercelli, poi alla chiesa metropolita di Milano fino all'VIII secolo. Dopo la morte di Odoacre, Aosta divenne parte del Regno ostrogoto di Teoderico. Con la fine della guerra gotica, Aosta divenne parte della Prefettura del pretorio d'Italia sino alla conquista da parte delle truppe di Alboino, che l'annessero al Regno longobardo. Approfittando del periodo d'anarchia seguito alla morte di Clefi, il merovingio Gontrano, re dei Franchi d'Orléans, sconfisse i longobardi, annettendosi Aosta e Susa nel 575. Le due città costituirono sempre un punto debole della difesa della parte settentrionale del Regno longobardo, in quanto importantissimo punto d'ingresso in Italia. A seguito della conquista del regno longobardo da parte di Carlo Magno nel 774, Aosta e Susa seguirono le sorti del regno d'Italia. Sotto l'Impero carolingio si sviluppò la Via Francigena, percorso di pellegrinaggio dal nord Europa verso Roma, compiuto valicando il colle del Gran San Bernardo. Saint-Rhémy-en-Bosses, Aosta, Pontey e Pont-Saint-Martin sono tappe menzionate da Sigerico di Canterbury nel 990.
Per volontà di Ottone I di Sassonia, che intendeva garantirsi libero accesso al regno d'Italia, nel 972 Aosta venne assegnata a suo cognato Corrado III di Borgogna e rimase parte del regno di Borgogna fino al 1032. Come conseguenza si consolidarono i rapporti politici, economici e commerciali verso l'altro versante delle Alpi. A lungo andare, in Val d'Aosta si diffusero e svilupparono dialetti francoprovenzali analoghi a quelli parlati in Savoia, nel Delfinato e nell'attuale Svizzera Romanda.
La nascita della Contea di Savoia, con capitale Chambéry, comportò alla città di seguirne le sorti fino all'unità d'Italia.

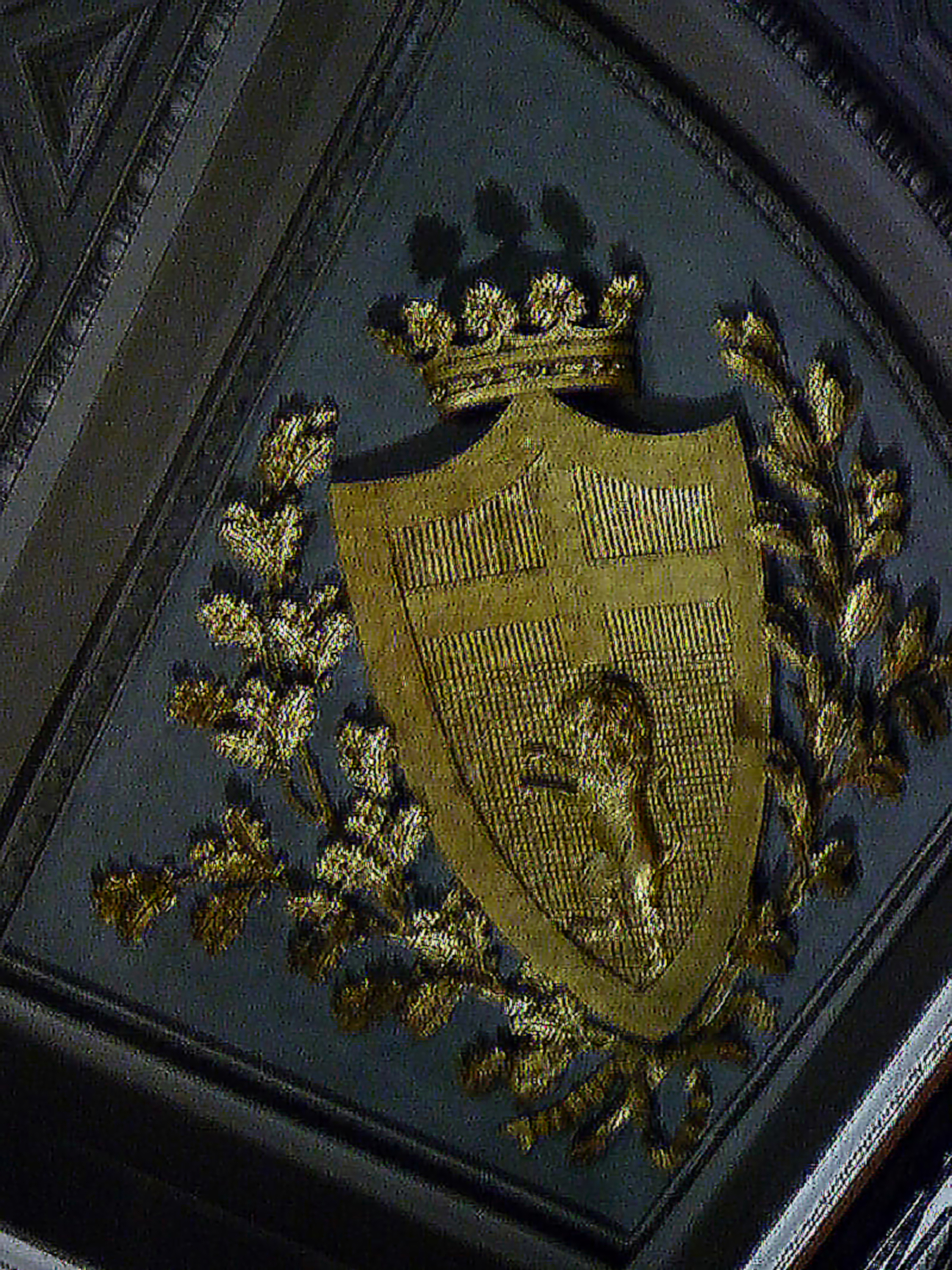
Lo stemma della città di Aosta nel salone ducale del municipio.

### Epoca moderna e contemporanea
Agli inizi del '900 la città è stata oggetto di una forte migrazione da altre regioni italiane. Ad attrarre le maestranze fu in particolare l'acciaieria Ansaldo, che diede impulso alla costruzione del Quartiere Cogne con l'obiettivo di realizzare nuove zone residenziali per accogliere l'ingente numero di lavoratori che sarebbero stati assunti dalla fabbrica.
Aosta ha la particolarità di essere l'unico capoluogo di regione italiano che non è contemporaneamente capoluogo di provincia, dal momento che la provincia di Aosta fu ridotta a circondario della provincia di Torino con la legge Rattazzi e infine trasformata in regione autonoma con la costituzione repubblicana e la relativa legge costituzionale di attuazione del 1948, che non prevede province nella regione.
Durante l'epoca fascista, il comune di Aosta ha incluso quelli limitrofi di Charvensod, Gignod, Gressan, Jovençan, Pollein, Roisan, Saint-Christophe e Sarre.

### Simboli

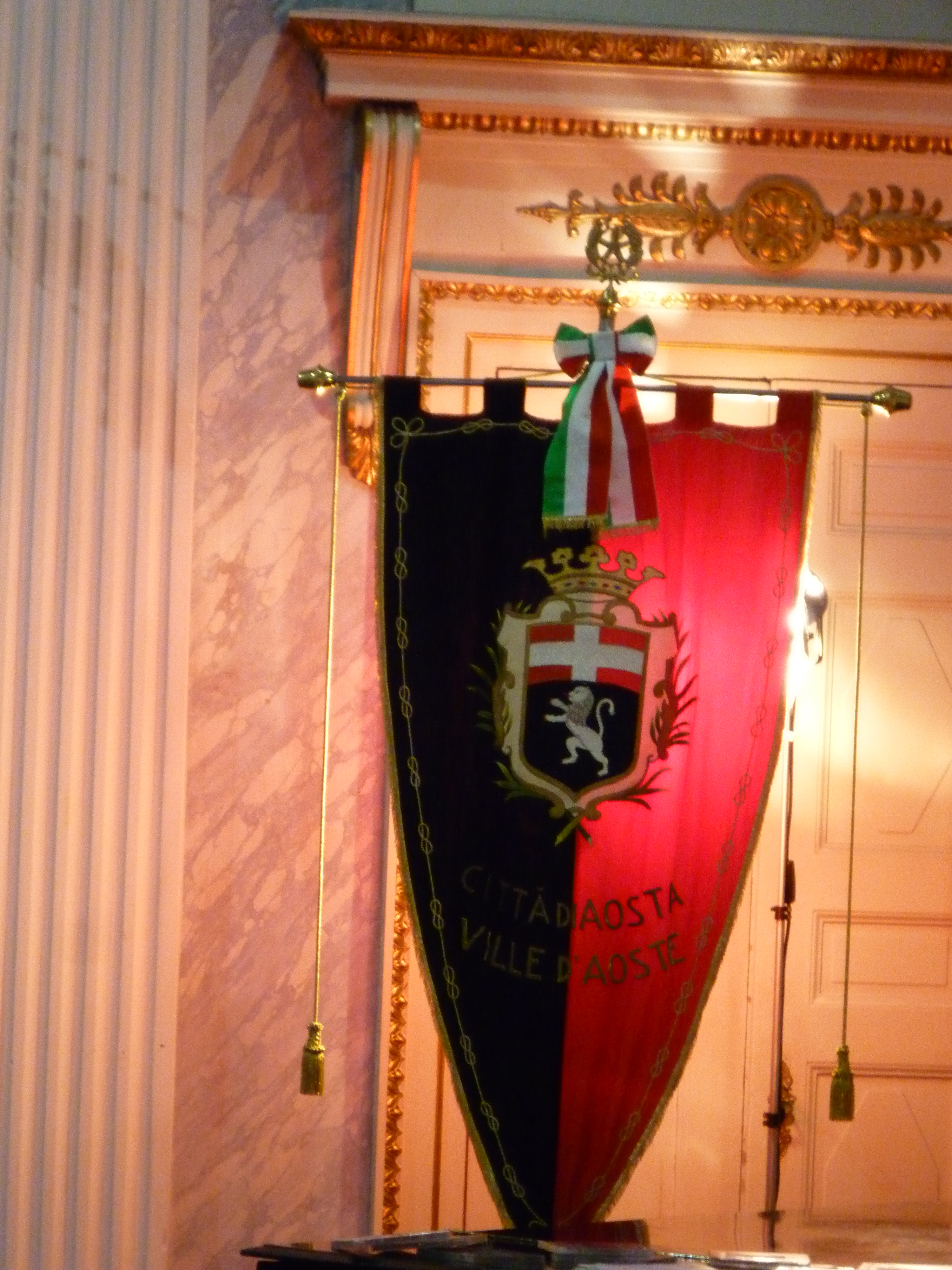
Il gonfalone in uso nel salone ducale dell'Hôtel de ville.

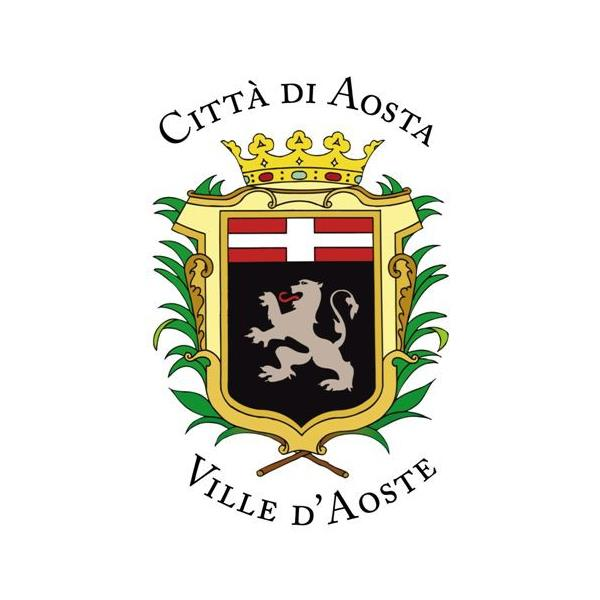
Il logo.

Lo stemma e il gonfalone sono stati riconosciuti con decreto del capo del governo del 7 dicembre 1939.
Lo stemma del comune si descrive come segue:
Il gonfalone è costituito da:
Il gonfalone è in uso dal 1932 ed è stato riconosciuto nel 1939. Trattandosi dell'epoca fascista, la doppia denominazione bilingue italiano-francese non è stata prevista. Sebbene quindi il gonfalone ufficialmente resti monolingue italiano, il gonfalone in uso, presente nel salone ducale dell'Hôtel de ville, reca anche la versione in francese "ville d'aoste".

## Monumenti e luoghi d'interesse

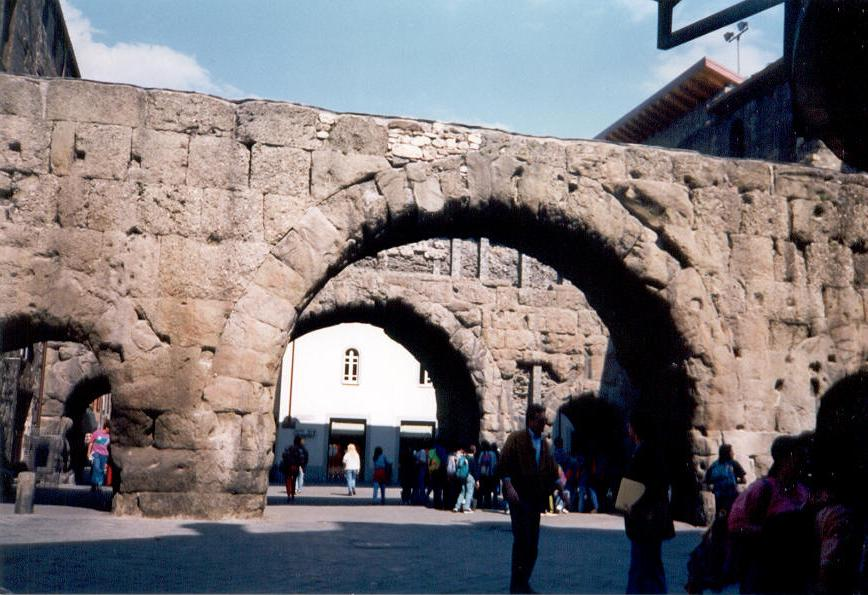
Porta Prætoria.

(Stendhal)

### Preistoria
- Area megalitica di Saint-Martin-de-Corléans

Area di studi archeologici situata vicino alla chiesa di Saint-Martin-de-Corléans, di grande interesse per i ritrovamenti di un antico insediamento sul quale nasce la leggenda che lo accomuna alla città di Cordelia.

### Epoca romana
Aosta è la seconda città dopo Roma con il maggior numero di resti romani ancora visibili, non a caso è definita "la Roma delle Alpi".
- Arco di Augusto

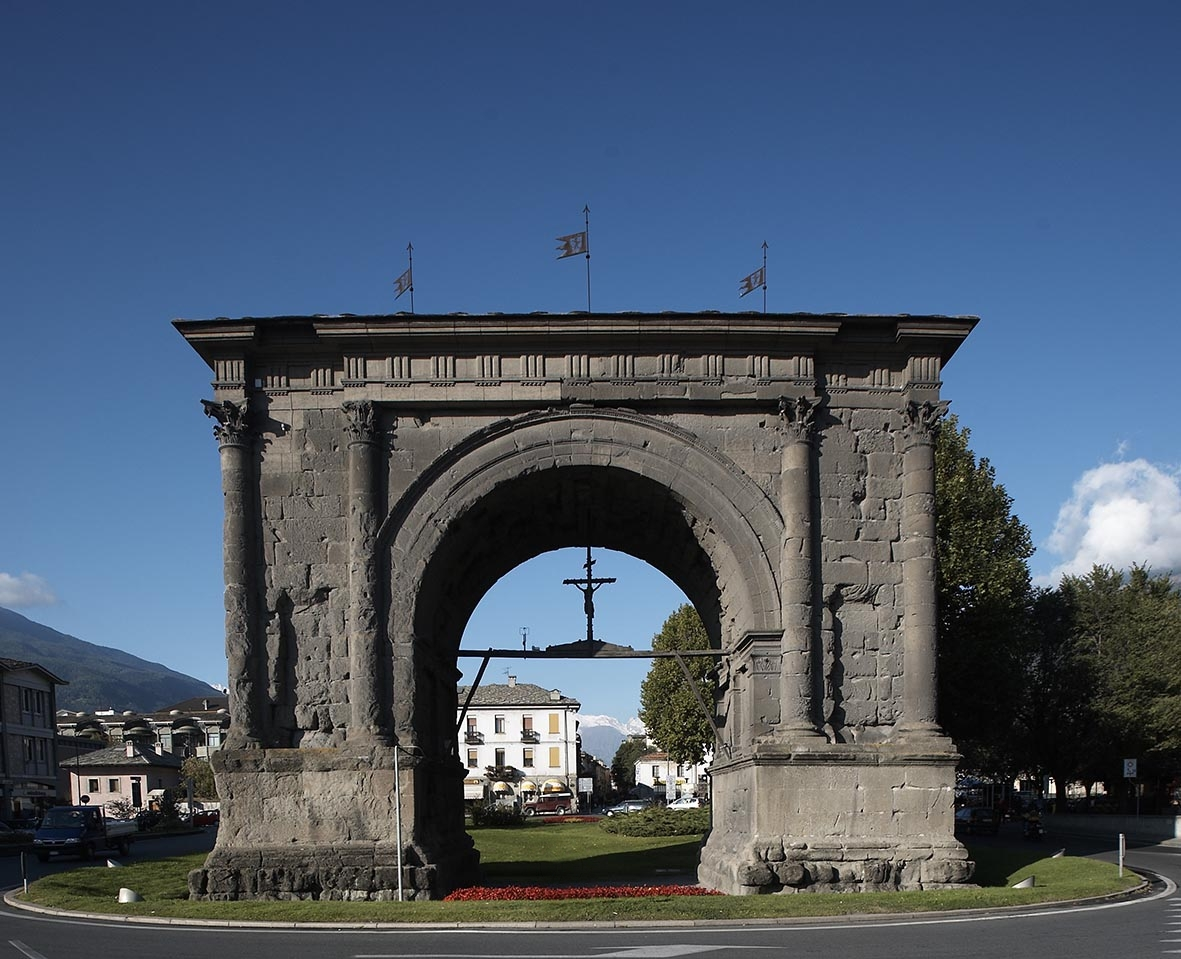
L'Arco di Augusto

- Porta Prætoria e le porte romane di Aosta
- Teatro romano di Aosta
- Anfiteatro romano di Aosta
- Cinta muraria e torri
- Criptoportico forense
- Ponte romano sul Buthier
- Villa romana della Consolata
- Area funeraria fuori Porta Decumana di Aosta

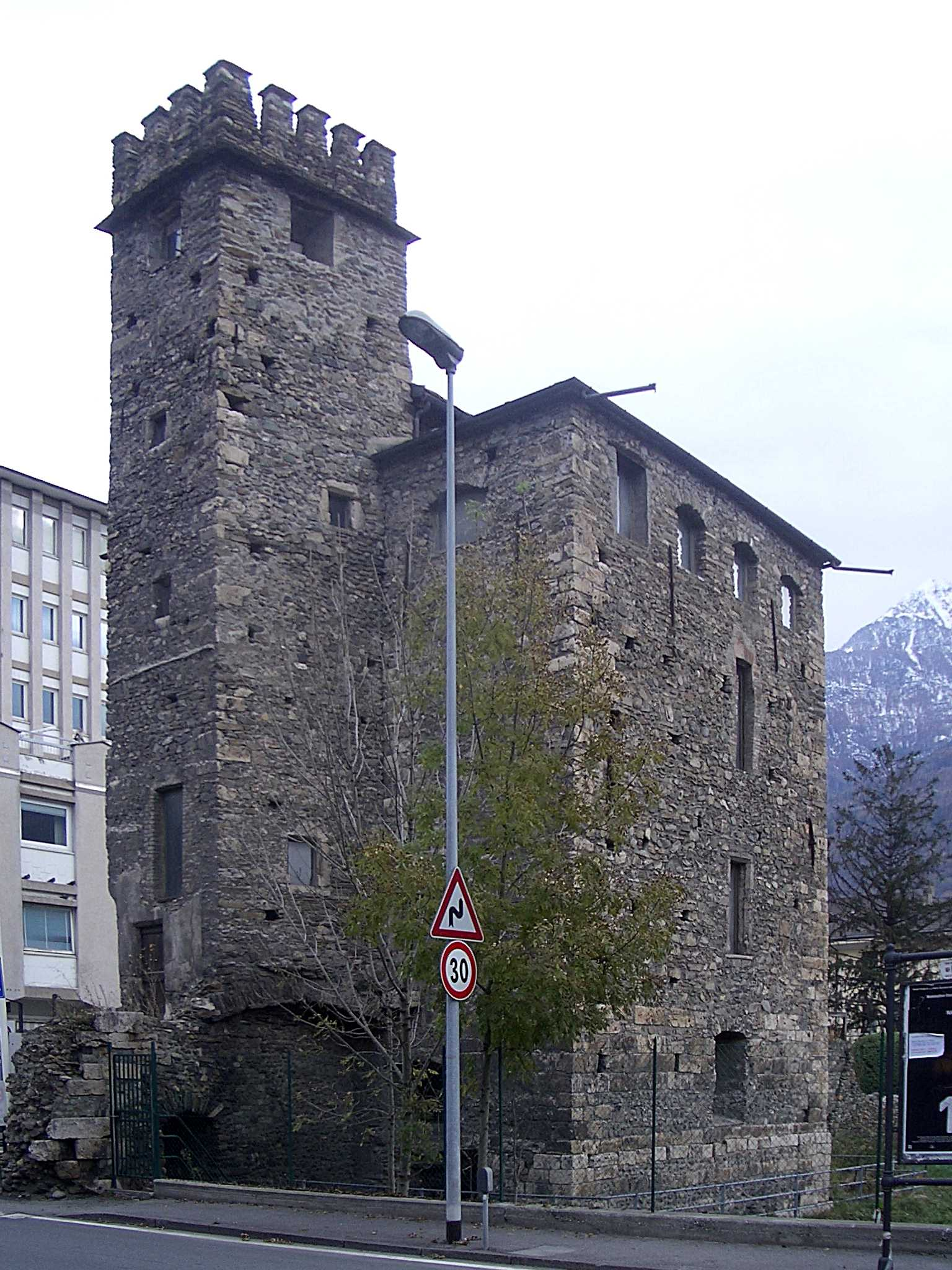
Torre del lebbroso.

### Epoca medievale
- Cattedrale di Santa Maria Assunta e San Giovanni Battista
- Resti di una chiesa gemella scoperti recentemente sul lato destro della cattedrale. Sono stati riportati alla luce ossa umane e le fondamenta (l’unica rappresentazione di questa chiesa la si ha in un antico dipinto nel palazzo regionale)

- Collegiata di Sant'Orso

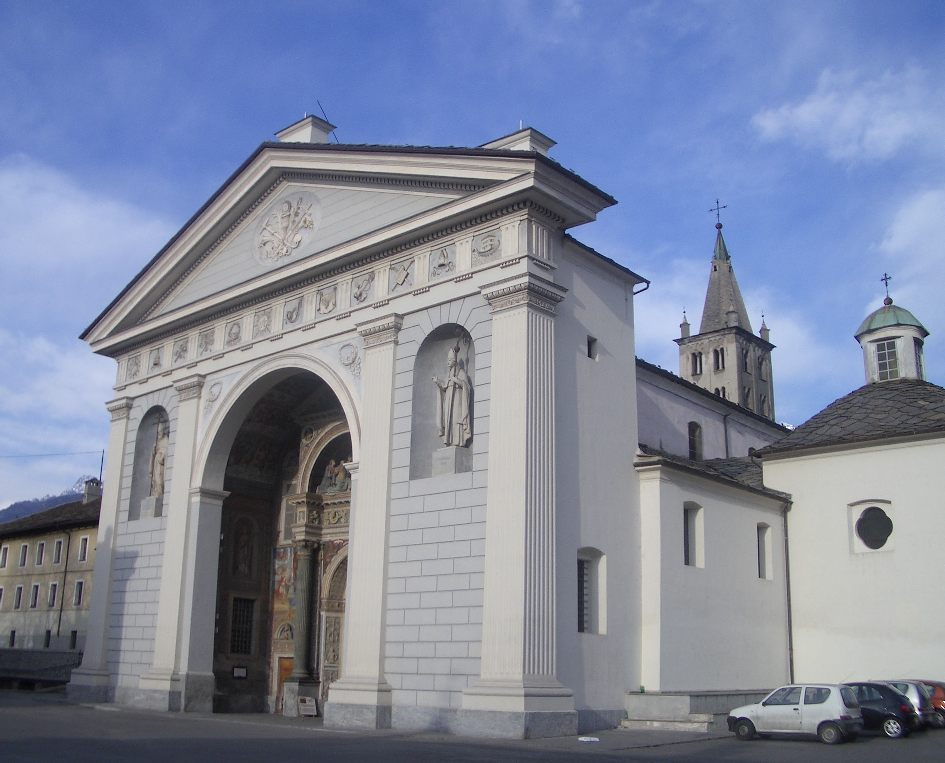
La cattedrale

- Ponte acquedotto di Grand Arvou, in località Porossan

### Epoca moderna
- Chiesa di Santa Croce
- Chiesa di Saint-Étienne
- Croce di Calvino
- Palazzo Ansermin
- Palazzo Roncas

### Epoca contemporanea
- Piazza Émile Chanoux
- Castello Jocteau o Castello Duca degli Abruzzi
- Casa Littoria - edificio sito in Piazza della Repubblica, costruito nel 1939 dall'architetto Giuseppe Momo. Originariamente sede del Partito Nazionale Fascista, è uno degli edifici più alti della città. Dopo la guerra fu sede del dismesso Cinema Lux mentre attualmente ospita l'assessorato all'Industria.
- Palazzo di Giustizia

### Aree naturali

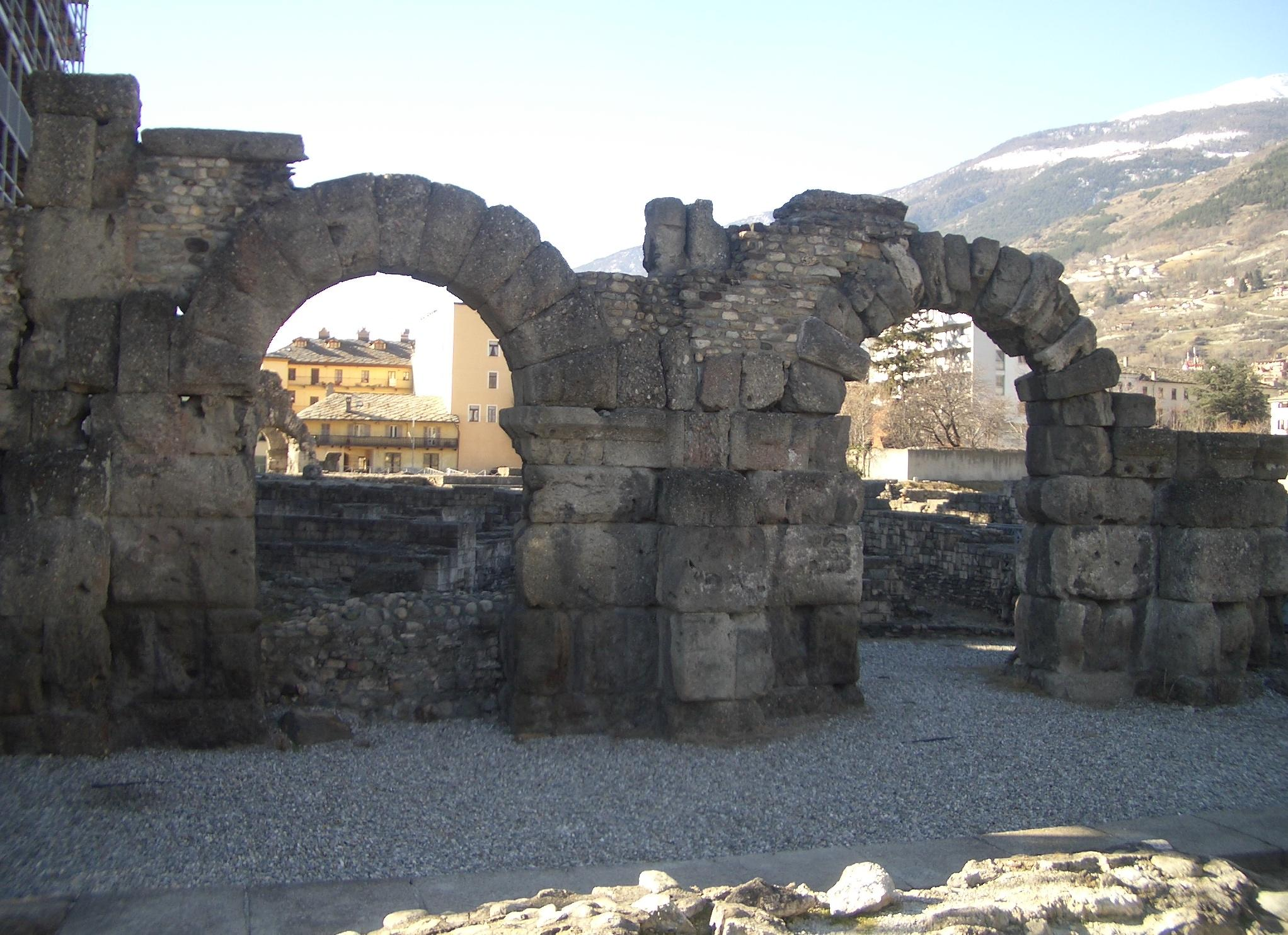
Archi del Teatro Romano

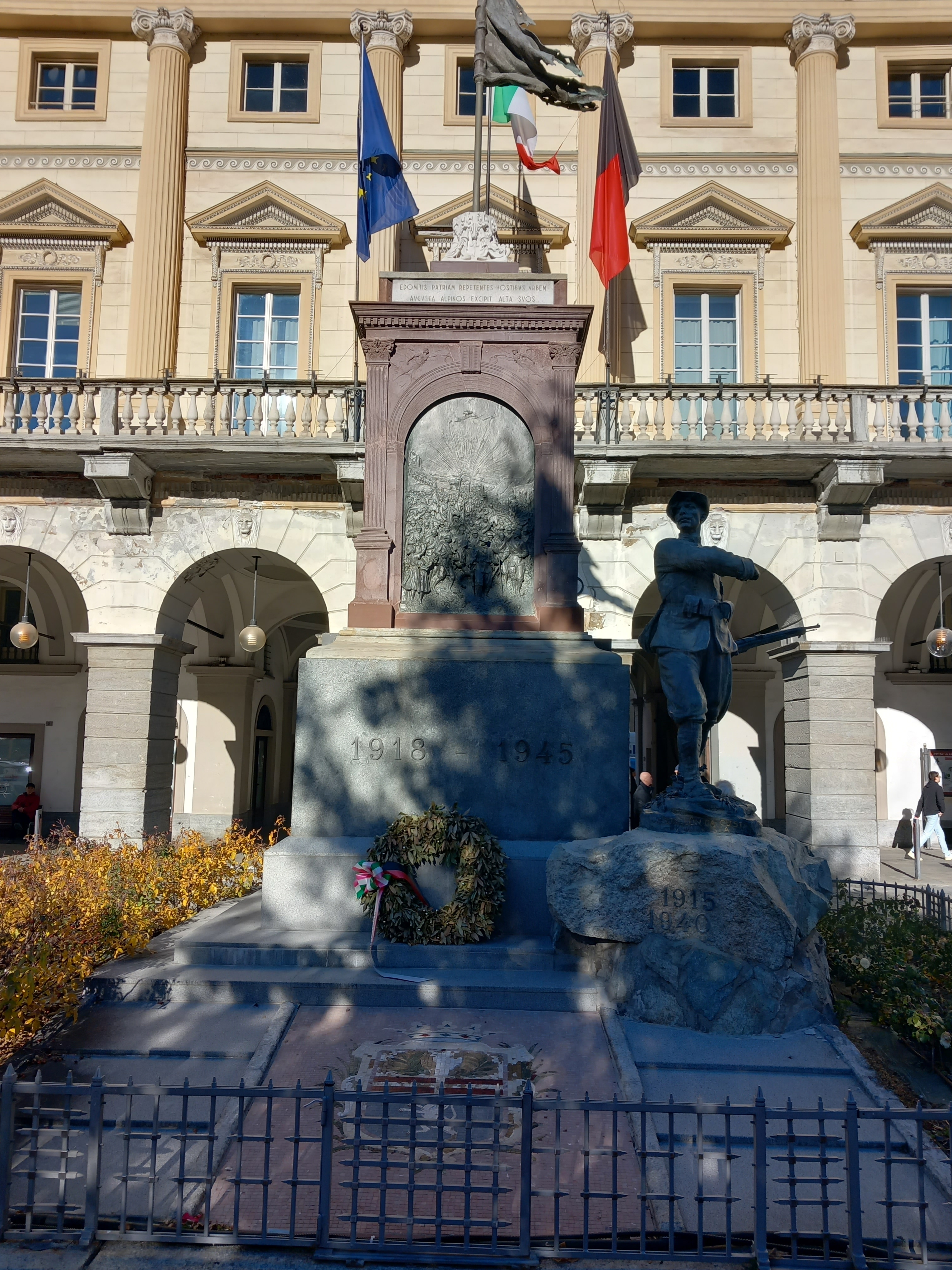
Monumento al soldato valdostano nella prima guerra mondiale, in piazza Émile Chanoux.

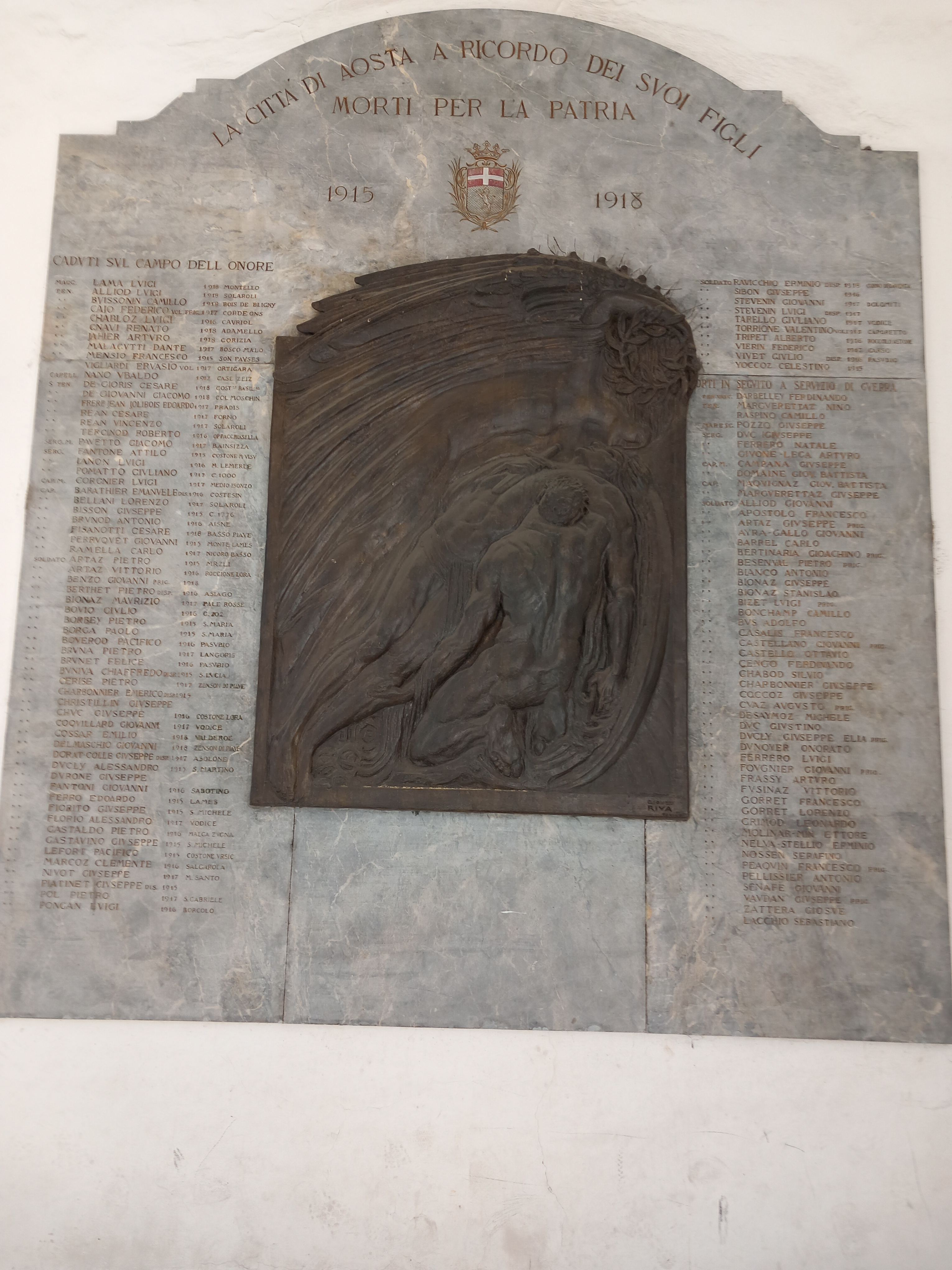
Targa commemorativa dei caduti.

- Riserva naturale Tzatelet
- Arboreto di Entrebin
- Parco Saumont

## Società

### Evoluzione demografica
Negli ultimi cinquanta anni, a partire dal 1971, la popolazione residente è diminuita del 10%. 
Abitanti censiti

### Etnie e minoranze straniere
Al 31 dicembre 2023 gli stranieri residenti nel comune erano 3769, ovvero l'11,12% della popolazione. Di seguito sono riportati i gruppi più consistenti:
- Romania 707
- Marocco 478
- Albania 268
- Cina 185
- Repubblica Dominicana 181
- Ucraina 177
- Tunisia 128
- Nigeria 75
- Moldavia 65
- Brasile 49

### Istituzioni, enti e associazioni
Aosta è sede della Regione Autonoma della Valle d'Aosta.
Ad Aosta ha sede il CELVA, sigla che indica il Consorzio degli Enti Locali della Valle d'Aosta (in francese, Conseil permanent des collectivités locales de la Vallée d'Aoste), che ricopre il ruolo di delegazione regionale dell'Associazione nazionale dei Comuni Italiani.
Ad Aosta sono presenti due centri ospedalieri:
- l'ospedale regionale "Umberto Parini"
- l'ospedale Beauregard, al confine con il comune di Saint-Christophe.

## Cultura

### Istruzione

#### Biblioteche
- Biblioteca regionale di Aosta;
- Biblioteca «Ida Désandré»[23] di viale Europa;
- Biblioteca dell'ospedale regionale;
- Biblioteca del Quartiere Dora;
- Biblioteca dell'Istituto storico della Resistenza e della società contemporanea, in via Piave;
- Biblioteca del Club Alpino Italiano, in piazza Émile Chanoux;
- Biblioteca diocesana, in via Xavier de Maistre.

#### Teatri
Il principale teatro della città è lo Splendor, inaugurato il 3 marzo 2013, nato dalla ristrutturazione di un ex cinema. La sala principale ha una capienza di oltre 500 spettatori.
In centro città è inoltre presente il teatro Giacosa.

#### Scuole
Le istituzioni scolastiche di base nel comune sono 5, quelle di secondo grado superiore invece comprendono:
- l'istituto magistrale "Regina Maria Adelaide", comprensivo dei Licei delle scienze umane e delle scienze applicate;
- l'istituzione scolastica "Édouard Bérard", comprendente un Liceo scientifico (indirizzi: fisica/scienze naturali) e un Liceo linguistico;
- l'istituzione scolastica comprendente il Liceo classico "XXVI febbraio", il Liceo artistico e il Liceo musicale;
- l'ISIT "Innocent Manzetti" (Istituzione scolastica di istruzione tecnica), comprendente 3 diversi indirizzi, informatico, amministrazione finanza e marketing, costruzioni, ambiente e territorio;
- ISITP "Corrado Gex" (Istituzione scolastica di istruzione tecnica e professionale), comprendente numerosi indirizzi.
- l'Institut Agricole Régional (scuola paritaria).

#### Università
L'Università della Valle d'Aosta (in francese: Université de la Vallée d'Aoste) è un'università non statale promossa da un ente pubblico. È stata fondata nel 2000.

#### Musei
- Museo archeologico regionale della Valle d'Aosta (MAR)
- Il MegaMuseo, già noto come area megalitica di Saint-Martin-de-Corléans
- Museo del Tesoro della Cattedrale
- Museo del Tesoro della Collegiata di Sant'Orso
- Museo dell'Académie Saint-Anselme[26]
- esposizione permanente Innocenzo Manzetti: l'inventore e il suo automa al Centro Saint-Bénin

### Eventi
- 30-31 gennaio: Fiera di Sant'Orso - Foire de Saint Ours;
- Bataille de reines, la battaglia finale (Combat final) si svolge ogni anno nell'arena della Croix-Noire, generalmente la penultima domenica di ottobre;
- La Fête de la Vallée d'Aoste: si svolgeva il giorno di San Grato, patrono della regione (7 settembre). In questa occasione venivano consegnati i premi di Chevalier de l'autonomie e di Amis de la Vallée d'Aoste. Istituita con una legge regionale nel quadro delle disposizioni per valorizzare l'autonomia, è stata soppressa e aggregata alle celebrazioni del 26 febbraio per lo Statuto d'autonomia;.

## Infrastrutture e trasporti

### Strade
La città di Aosta è attraversata da Est a Ovest dalla SS 26 che percorre tutta la valle centrale da Pont-Saint-Martin al colle del Piccolo San Bernardo (con una variante da Pré-Saint-Didier a Courmayeur). Globalmente la Strada Statale 26 è lunga 156,344 km.

Un'altra strada statale, la seconda e l'ultima della regione, la SS 27 collega il capoluogo valdostano con il confine svizzero presso il Tunnel (o con il Passo del Gran San Bernardo). Globalmente la Strada Statale 27 è lunga 33,910 km. Tale strada fa parte dell'itinerario internazionale E27 (il numero della statale e dell'itinerario europeo coincidono, ma non intenzionalmente) che da Belfort (Francia) conduce ad Aosta.

Aosta è servita anche dall'A5 Torino-Courmayeur.

### Ferrovie

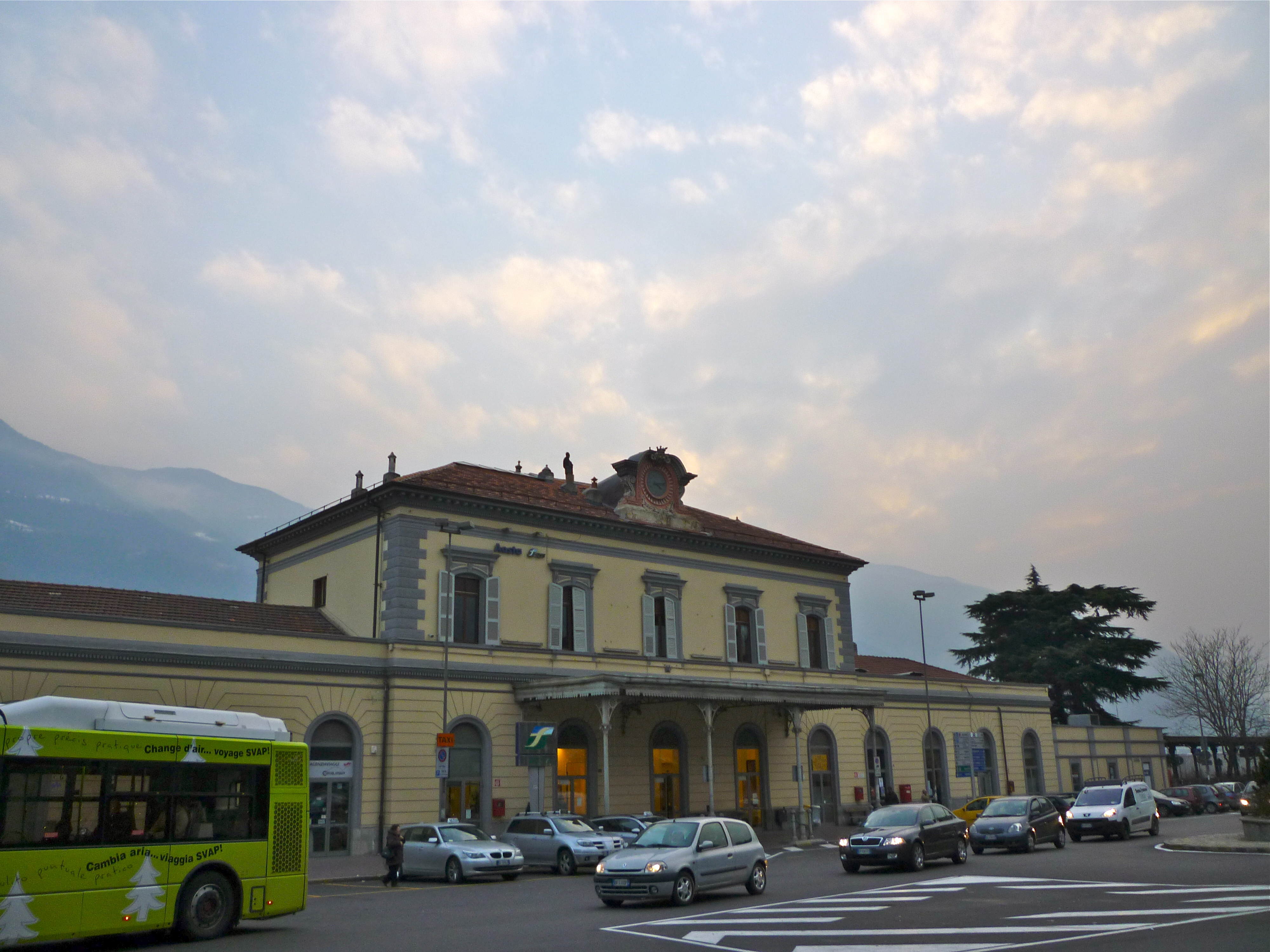
La Stazione ferroviaria di Aosta

Il trasporto ferroviario da e per Aosta è svolto da Trenitalia nell'ambito del contratto di servizio stipulato per la Regione Valle d'Aosta. La città è servita da due linee a binario unico, una verso Pré-Saint-Didier (attualmente non in uso), e l'altra verso Chivasso e Torino Porta Nuova.
In città sono presenti i seguenti impianti:
- la stazione di Aosta
- la fermata Aosta Istituto
- la fermata Aosta Viale Europa

### Impianti a fune
La Telecabina Aosta-Pila collega Aosta con la località Pila, posta nel territorio del Comune di Gressan, superando un dislivello di circa 1200 metri.

### Aeroporti
L'aeroporto di Aosta è situato nel comune di Saint-Christophe.

### Mobilità urbana
I trasporti urbani sono gestiti dalla società SVAP che serve capillarmente il capoluogo regionale e i comuni della plaine (la piana di Aosta, comprendente Aosta stessa, Charvensod, Quart, Saint-Christophe, Brissogne, Sarre e Pollein).
Sul territorio è attiva anche la società SAVDA, titolare di una concessione regionale, che collega il centro cittadino con Courmayeur, Chamonix-Mont-Blanc, Torino, Milano.

## Economia
Nel comune di Aosta si genera energia idroelettrica. La centrale idroelettrica di Signayes, in gestione alla CVA, sfrutta le acque del torrente Buthier e lo scarico della centrale idroelettrica di Valpelline.

## Amministrazione
Aosta è l'unico capoluogo di regione italiano che non è sede di un ente provinciale, poiché lo statuto speciale per la Valle d'Aosta prevede che le funzioni proprie della provincia siano espletate in parte dagli organi regionali e in parte direttamente dai comuni.
Aosta fa parte dell'Association internationale des maires francophones (OIMF - Associazione internazionale dei sindaci francofoni).

### Gemellaggi
Aosta è gemellata con:
- Chamonix-Mont-Blanc, dal 1957
- Narbonne, dal 1959 - curiosità: le due città hanno lo stesso codice postale
- Sinaia
- Kaolack, dal 1972
- San Giorgio Morgeto

Aosta ha dedicato in onore alle sue città gemelle: via Kaolack, via Sinaia e piazza Narbonne.
Aosta intrattiene inoltre un patto di amicizia con Albertville e con Martigny. Con quest'ultima città e con Chamonix-Mont-Blanc, vige inoltre il patto di amicizia del Triangle de l'Amitié (che significa, in francese, il "triangolo dell'amicizia").
Il comune di Aosta ha infine aderito alla Carta dell'Amicizia tra la Valle d'Aosta e il comune di Corleone.

## Sport
Ad Aosta si gioca sia a fiolet sia a rebatta, caratteristici sport tradizionali valdostani. Sul territorio comunale ci sono tre sezioni dell'Association Valdôtaine Fiolet: Aosta, Arpuilles-Excenex e Porossan.

### Calcio
Nel capoluogo valdostano ha sede l'Unione Sportiva Aosta 1911, squadra calcistica militante in Seconda Categoria ma che ha giocato in Serie C e D. Esperienze sempre nella quarta divisione professionistica del calcio italiano le ebbe anche la Valle d'Aosta Calcio.
Da segnalare inoltre l'esistenza del Centro Giovani Calciatori Aosta, attualmente militante in Prima Categoria, che disputa le partite casalinghe allo Stadio Dal Monte, in località Tsambarlet.

### Futsal
La formazione principale del capoluogo è l'Aosta Calcio 511, che vanta una selezione maschile - iscritta alla Serie A2 - ed una femminile, che attualmente milita in Serie B.

### Pallavolo
A livello femminile, la squadra della città è la Cogne Aosta Volley. Pur vantando un passato importante con apparizioni anche nella massima divisione pallavolistica femminile nazionale, nel 2025 milita in Serie D, mentre le formazioni riserve della squadra sono iscritte in Prima Divisione.

### Rugby a 15
In città è anche presente l'unica società rugbistica della regione, lo Stade Valdôtain Rugby, società fondata nell'anno 1999 e che milita nel campionato regionale di Serie C.

### Hockey su ghiaccio
Aosta è sede dell'Hockey Club Aosta, che disputa le sue partite al Palaghiaccio di Aosta. Oltre alla prima squadra militante in Italian Hockey League, la formazione ha iscritto una squadra riserve in Italian Hockey League - I Division.

### Ciclismo
Giro d'Italia
Aosta è stata tre volte sede di arrivo di tappa del Giro d'Italia:
- 1970, 3ª tappa Saint-Vincent-Aosta, vinta da Franco Bitossi
- 1973, 4ª tappa Ginevra-Aosta, vinta da Eddy Merckx;
- 1996, 15ª tappa Briançon-Aosta, vinta da Gianni Bugno.

Tour de France
Anche il Tour de France ha avuto la città di Aosta quale sede di tappa in due edizioni:
- 1949, 17ª tappa, Briançon-Aosta, vinta da Fausto Coppi;
- 1959, 18ª tappa, Colle del Lautaret-Aosta, vinta da Ercole Baldini.

Inoltre, la corsa francese è transitata da Aosta in altre due edizioni: nel 1963, durante la 17ª tappa Val d'Isère-Chamonix, e nel 2009, durante la 16ª tappa Martigny-Bourg-Saint-Maurice.